# St. Martin (Faulungen)

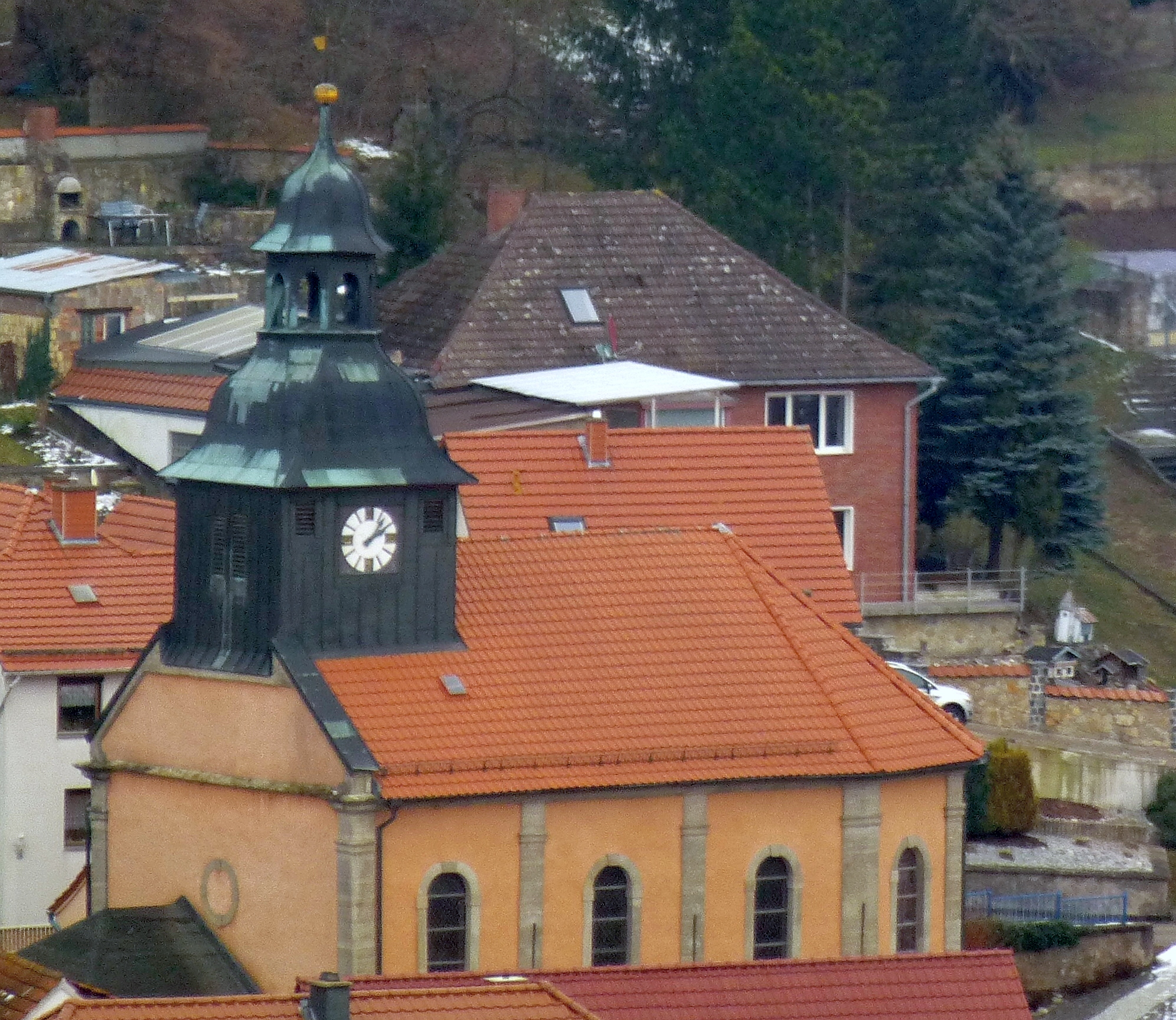
Faulungen, St. Martin

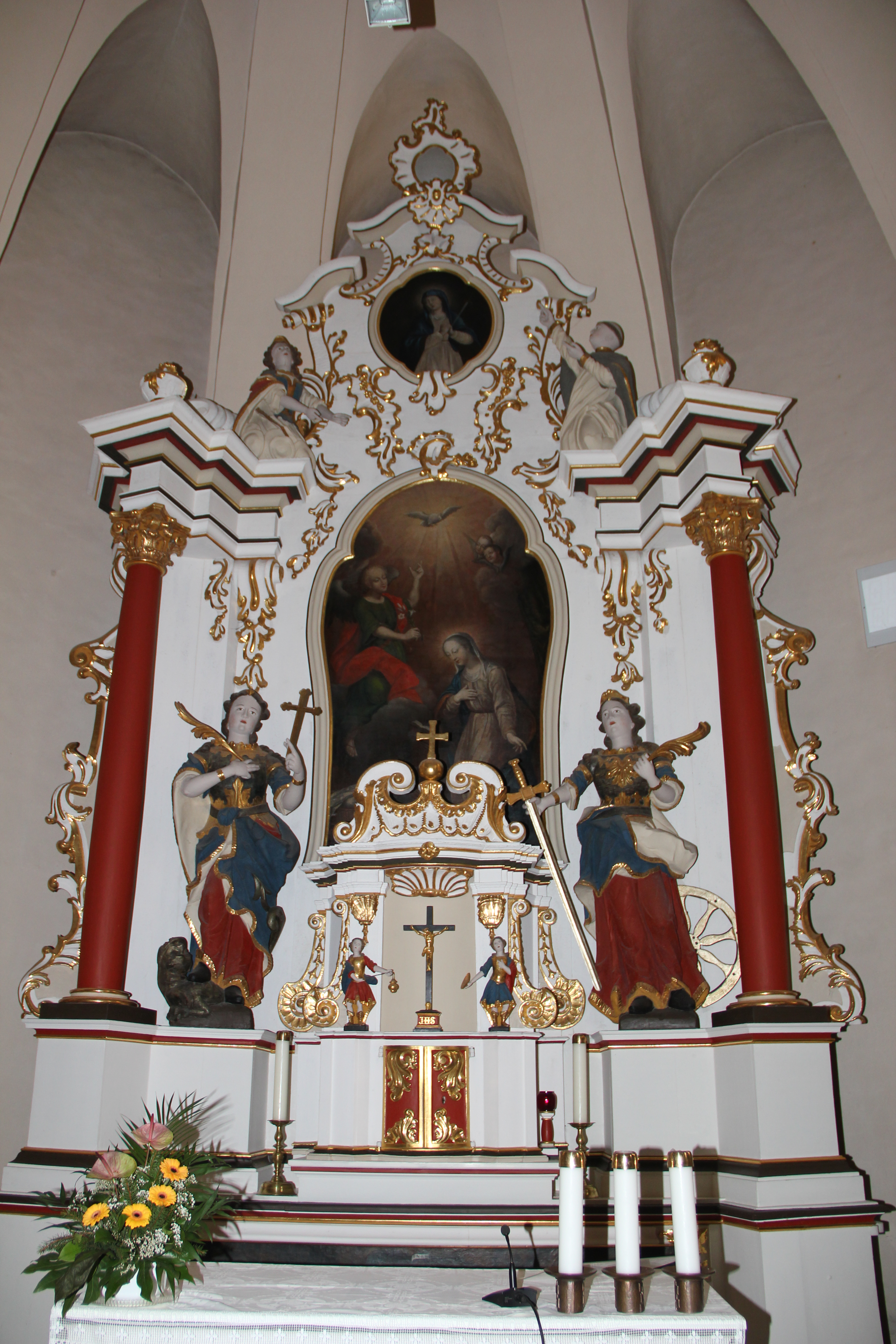
Altar

Die römisch-katholische Filialkirche St. Martin steht in Faulungen, einem Ortsteil der Landgemeinde Südeichsfeld, die im Unstrut-Hainich-Kreis in Thüringen. Sie ist Filialkirche der Pfarrei St. Anna Lengenfeld unterm Stein, mit der Pfarrkirche St. Mariä Geburt, im Dekanat Dingelstädt des Bistums Erfurt. Sie trägt das Patrozinium des heiligen Martin von Tours.

## Geschichte
Der Vorgängerbau wurde bereits 1611 erwähnt. Die heutige, im erhöhten Ortsteil gelegene Saalkirche wurde 1753 bis 1756 neu gebaut. Die kleine Barockkirche wurde dem heiligen Martin geweiht. Der dreiachsige Bau ist von Pilastern gegliedert und hat einen fünfseitigen Schluss des Chors. Das Kirchenschiff ist mit einem flachen Satteldach bedeckt. Der im Westen stehende Dachturm hat eine geschweifte Haube, die mit einer Laterne bekrönt ist. Am 9. März 2010 wurde die alte Glocke aus dem Dachturm herabgelassen. Danach wurde ein neuer Glockenstuhl aufgebaut und die neue Glocke eingehängt. Über dem Portal im Süden befindet sich ein um 1752 entstandenes Relief mit dem Heiligen Martin. Die drei Joche des Innenraums sind mit einem Kreuzgewölbe überspannt. Die Gurtbögen ruhen auf Wandvorlagen.
Um 1980 wurde die Kirche renoviert.

## Ausstattung
Der Hochaltar aus der Mitte des 18. Jahrhunderts stammt aus dem Kloster Reifenstein. Das Altarretabel zeigt die Verkündigung. Sie wird flankiert von Statuen der Margareta und Katharina. Auf dem Antependium von 1841 ist die Kreuzigung dargestellt. Das Taufbecken ist um 1600 entstanden, die Kanzel in der Mitte des 18. Jahrhunderts. Die geschnitzte Pietà aus dem 3. Viertel des 14. Jahrhunderts wurde bei der Restaurierung ergänzt.

## Orgel
Die Orgel mit 12 Registern, verteilt auf 2 Manuale und Pedal, wurde 1974 von Rudolf Kühn gebaut.